# Nicolás Correa (Unternehmen)

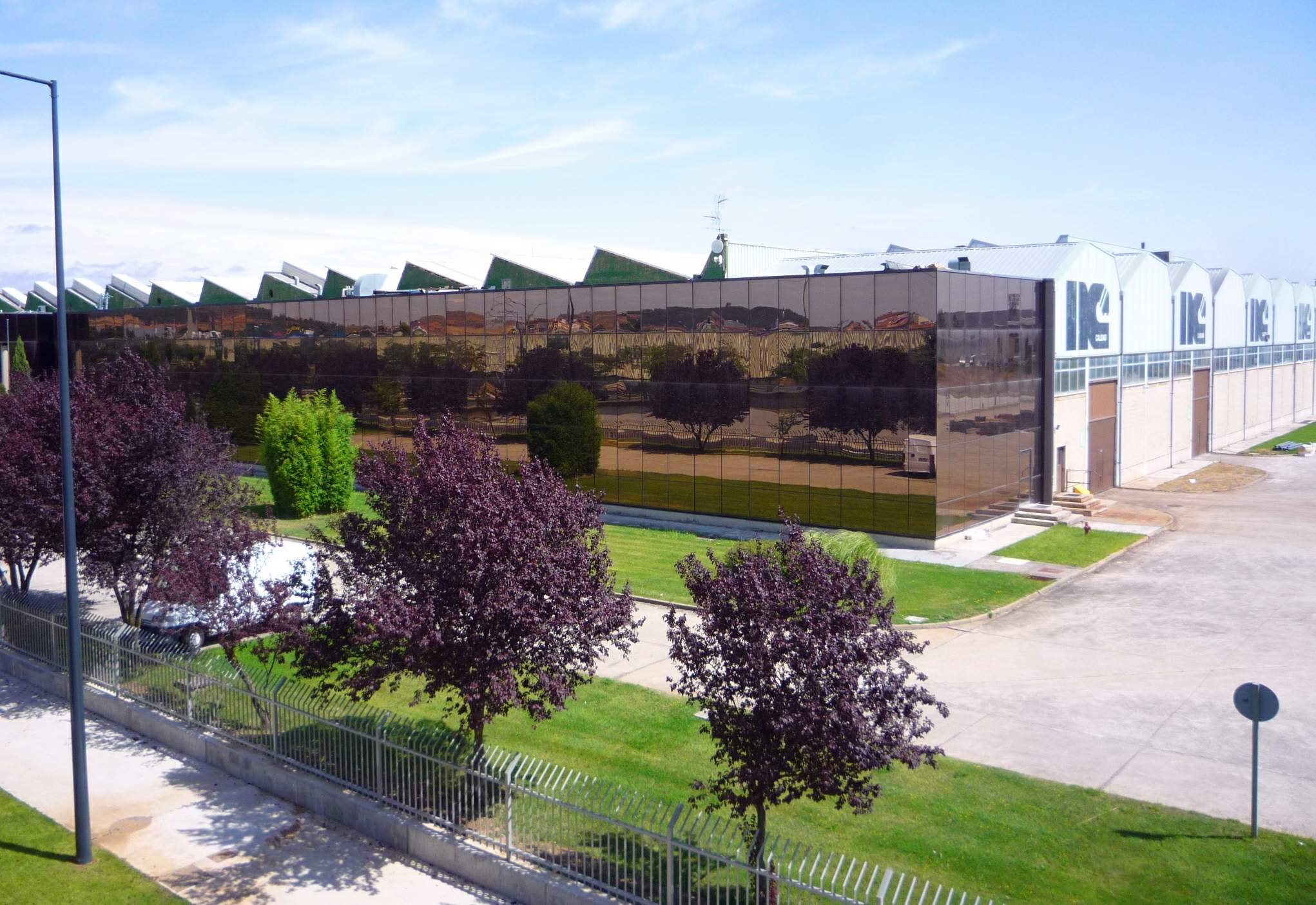
Ansicht des Hauptwerks in Burgos

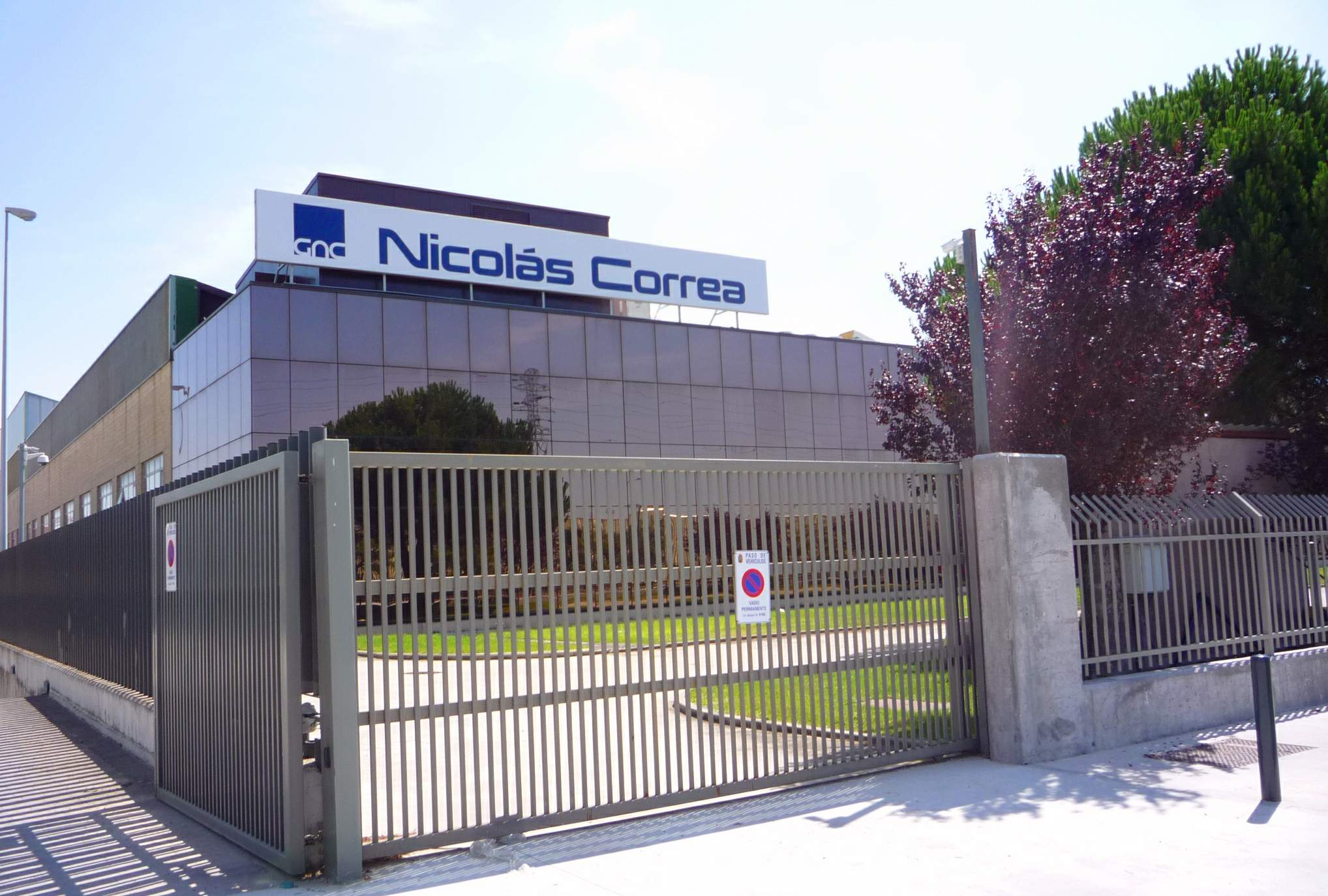
Frontseite

Die Nicolás Correa S.A. ist ein börsennotierter spanischer Werkzeugmaschinenhersteller mit Hauptsitz in Burgos. Das Unternehmen begann 1947 mit der Herstellung von Fräsmaschinen mit einer Belegschaft von 12 Mitarbeitern. Correa baut heute vornehmlich große Bettfräsmaschinen und Portalfräsmaschinen in Gantry-Bauweise. Das Unternehmen besitzt eine recht hohe Exportquote von ca. 90 %, wobei die Produkte in über 20 Länder verkauft werden. Nicolás Correa besitzt mehrere Tochterunternehmen, die elektronische Komponenten zuliefern oder kleinere Fräsmaschinen, vor allem für niedriger entwickelte Märkte, produzieren. Nach eigenen Angaben war Correa der erste europäische Hersteller, der Fräsmaschinen in Brückenbauweise produzierte. Im Jahr 1989 ging Correa an die Madrider Börse.